# 열혈사제
《열혈사제》는 2019년 2월 15일부터 2019년 4월 20일까지 방송된 SBS 금토 드라마다.
당초 SBS 월화 드라마로 방송할 예정이었지만 SBS 주말 특별 기획 드라마 《운명과 분노》 후속작으로 옮겨지고 동시에 SBS 주말 특별 기획 드라마가 폐지되면서 프로그램 개편에 따라 새로 신설된 SBS 금토 드라마로 편성이 최종 확정되어 2019년 2월 15일부터 방송을 개시하였다.
한편, 김남길 (김해일 역)은 SBS 공채 10기 탤런트 시험에서 탈락했던 것을 SBS 연기대상 대상과 제 46회 한국방송대상 연기자상을 수상함으로써 억울함을 조금이나마 덜어낼 수 있었다.

## 줄거리

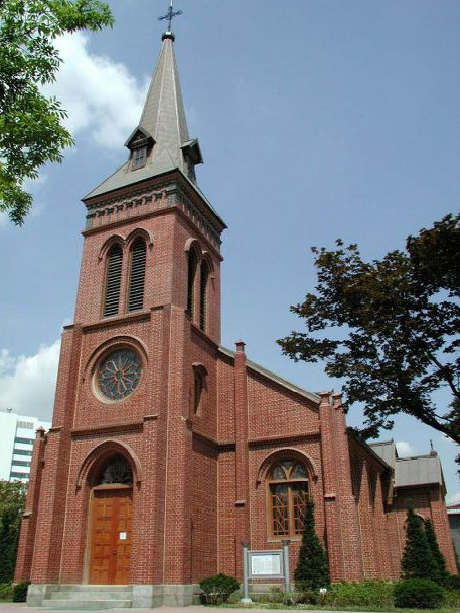
작중 서울 구담성당으로 등장하는
약현성당의 모습

분노조절장애를 앓고 있는 가톨릭 사제와 구담경찰서 대표 형사가 가장 중대한 살인사건으로 만나 공조 수사에 들어가는 범죄 오락 코미디 드라마.

## 등장인물

### 주요 인물
- 김남길 : 김해일(39세) 역 (아역 문우진) - 본작의 메인 주인공. 사제, 세례명 미카엘. 전직 국가정보원 대테러부 특수팀 요원
- 김성균 : 구대영(40세) 역 - 본작의 서브 주인공. 서울 구담경찰서 강력팀 형사
- 이하늬 : 박경선(36세) 역 - 본작의 여주인공. 서울중앙지검 특수팀 검사. 세례명 안젤라
- 고준 : 황철범(39세) 역 - 본작의 메인 빌런이자 반동 인물. 주연 5인방 중 악역. 대범무역 대표. 전직 조폭 보스
- 금새록 : 서승아(28세) 역 - 본작의 1편의 여주인공. 서울 구담경찰서 강력팀 신입 형사. 전직 여자 세팍타크로 국가대표 선수

### 지역 카르텔 인물들
- 정인기 : 남석구(50대 중반) 역 - 구담경찰서 서장. 지역 카르텔 일원
- 한기중 : 박원무(50대 후반) 역 - 구담구 3선 국회의원. 지역 카르텔 일원
- 이문식 : 기용문(40대 중반) 역 - 사이비 매각교 교주. 지역 카르텔 일원

### 성당 식구들
- 정동환 : 이영준(70대) 역 - 구담성당 주임신부. 몬시뇰 호칭을 교황에게 직접 받음. 세례명 가브리엘 (1회 ~ 4회, 38회 특별출연)
- 전성우 : 한성규(30대 초반) 역 - 구담성당 보좌신부. 세례명 마르코. 전직 아역 배우
- 백지원 : 김인경(40대 초반) 역 - 구담성당 주임 수녀. 세례명 사라. 전직 타짜 평택 십미호
- 안창환 : 쏭삭 테카라타나푸라서트(30대 초반) 역 - 중국집 배달원. 전직 무에타이 선수이자 태국 왕실 경호원
- 고규필 : 오요한(20대 후반) 역 - 편의점 직원
- 윤주희 : 배희정(30대 후반) 역 - 정신건강의학과 의사. 배희정 정신건강의학과 원장

### 구담경찰서 식구들
- 신담수 : 이명수(40대 후반) 역 - 강력팀 팀장
- 전정관 : 허익구(40대 초반) 역 - 강력팀 형사
- 지찬 : 나대길(40대 초반) 역 - 강력팀 형사
- 김관모 : 김경률(30대) 역 - 강력팀 형사 역

### 악역
- 정영주 : 정동자(40대 후반) 역 - 본작의 흑막이자 만악의 근원. 구담구청장. 지역 카르텔 일원
- 김형묵 : 강석태(40대 초반) 역 - 본작의 이중권과 더불어서 진 최종 보스. 서울지검 특수수사부 부장검사. 지역 카르텔 일원. 이영준 신부 죽인 진짜 진범

#### 대범무역
- 이제연 : 김훈석(20대 후반) 역 - 본작의 최종 보스격 중간 보스. 대범무역 2인자, 황철범의 오른팔 및 심복. 히트맨.
- 음문석 : 장룡(30대 초반) 역 - 본작의 중간 보스. 황철범의 왼팔.

#### 이중권 일당
- 김민재 : 이중권(40대 초반) 역 - 본작의 강석태와 더불어서 진 최종 보스. 국정원 부장. 전직 국정원 대테러부 특수팀 팀장. 김해일의 국정원 전 상사.[6]
- 김선웅 : 도욱 역 - 이중권이 고용한 전직 국정원 요원 출신 살인병기.
- 신성일 : 이명철 - 이중권이 고용한 전직 국정원 요원 출신 살인병기.
- 장원형 : 김혁성 역 - 이중권이 고용한 전직 국정원 요원 출신 살인병기.

#### 기타 범죄자들
- 김원해 : 블라디미르 고자예프(40대 중반) 역 - 갱스터

### 그 외 인물
- 김준하 : 복사 역
- 임승민 : 복사 역
- 옥예린 : 임지은 역
- 양예나 : 현주 역
- 조아인 : 은지 역 - 왕맛푸드 급식 피해 아동
- 최광제 : 안톤 역 - 라이징 문 클럽의 총 지배인인 고려인. 러시아 마피아 디야볼의 대장
- 정재광 : 김건용 역 - 한주그룹 회장의 아들
- 전은미 : 왕맛푸드 직원 역
- 허재호 : 기홍찬 역 - 왕맛푸드 사장. 매각교주 기용문의 조카
- 강운 : 왕맛푸드 공장장
- 이규호 : 초코 역 - 왕맛푸드 덩치
- 차청화 : 안둘자 역 - 각녀. 매각교 교주 기용문의 비서
- 유경아 : 보육원 수녀 역
- 송영학 : 과거 형사반장 역
- 이현웅 : 오 사장 역
- 박정우 : 황대호 검사 역
- 아나스타샤 소코로바 : 아나 역 - 마미느루키 러시아 식당 직원
- 김태겸 : 남검사 역

### 특별출연
- 이기영 : 국정원장 오정국 역
- 황범식 : 경선 부 역
- 정시아 : 매각교 신자 역
- 이영범 : 마태오 신부 역
- 김종구 : 한주그룹 회장 역
- 유승목 : 순천 오광두 역 - 타짜
- 장예원 : 뉴스 속보 전하는 아나운서 역
- 권혁수 : 대한민국 대통령 역
- 김홍파 : 이석윤 역 - 서울동부지검 검사장 역
- 변주은 : 김검사 역 - 경선의 직속 후배
- 박은경 : 아나운서 역
- 김완기 : 춘천지방검찰청 영월지청 직원 역
- 방준호 : 기획사 사장 역

## 촬영지
- 소륙도성당
- 북개도
- 돌산대교
- 차이나타운특구
- 약현성당 - 구담성당
- 성산대교
- 동두천문화관광특구 캠프보산
- 쁘띠 프랑스
- 자규루
- 파스쿠찌 국회의사당점
- 화수목
- 차이롱

- 구담보육원 - 남산원

## 시청률
최저 시청률과 최고 시청률은 시청률 조사회사와 지역별로 시청률에 차이가 있을 수 있습니다.
| 2019년      | 2019년      | 2019년         | 2019년             | 2019년             |
| 회차        | 방송일      | TNmS 시청률    | 닐슨 코리아 시청률 | 닐슨 코리아 시청률 |
| 회차        | 방송일      | 대한민국(전국) | 대한민국(전국)     | 서울(수도권)       |
| ----------- | ----------- | -------------- | ------------------ | ------------------ |
| 제1회       | 2월 15일    | 9.3%           | 10.4%              | 11.6%              |
| 제2회       | 2월 15일    | 11.9%          | 13.8%              | 15.6%              |
| 제3회       | 2월 16일    | 7.4%           | 8.6%               | 9.5%               |
| 제4회       | 2월 16일    | 9.1%           | 11.2%              | 12.6%              |
| 제5회       | 2월 22일    | 11.0%          | 12.8%              | 14.7%              |
| 제6회       | 2월 22일    | 13.3%          | 16.2%              | 18.5%              |
| 제7회       | 2월 23일    | 11.1%          | 13.0%              | 14.8%              |
| 제8회       | 2월 23일    | 13.4%          | 15.7%              | 18.0%              |
| 제9회       | 3월 1일     | 11.9%          | 14.0%              | 15.9%              |
| 제10회      | 3월 1일     | 14.3%          | 17.2%              | 19.5%              |
| 제11회      | 3월 2일     | 10.4%          | 13.1%              | 15.0%              |
| 제12회      | 3월 2일     | 12.8%          | 16.0%              | 18.2%              |
| 제13회      | 3월 8일     | 11.9%          | 15.3%              | 17.1%              |
| 제14회      | 3월 8일     | 14.2%          | 17.7%              | 19.7%              |
| 제15회      | 3월 9일     | 10.8%          | 12.5%              | 14.6%              |
| 제16회      | 3월 9일     | 13.7%          | 16.1%              | 18.3%              |
| 제17회      | 3월 15일    | 11.5%          | 15.4%              | 17.4%              |
| 제18회      | 3월 15일    | 13.7%          | 17.5%              | 19.5%              |
| 제19회      | 3월 16일    | 12.0%          | 14.2%              | 15.7%              |
| 제20회      | 3월 16일    | 14.3%          | 18.1%              | 20.3%              |
| 제21회      | 3월 22일    | 12.3%          | 14.6%              | 16.5%              |
| 제22회      | 3월 22일    | 14.9%          | 17.2%              | 19.0%              |
| 제23회      | 3월 23일    | 12.6%          | 14.8%              | 16.7%              |
| 제24회      | 3월 23일    | 15.5%          | 17.9%              | 19.6%              |
| 제25회      | 3월 29일    | 11.9%          | 15.3%              | 17.4%              |
| 제26회      | 3월 29일    | 14.6%          | 18.5%              | 20.9%              |
| 제27회      | 3월 30일    | 14.0%          | 15.6%              | 17.4%              |
| 제28회      | 3월 30일    | 16.1%          | 18.2%              | 19.8%              |
| 제29회      | 4월 5일     | 13.0%          | 15.5%              | 17.7%              |
| 제30회      | 4월 5일     | 16.9%          | 19.8%              | 22.2%              |
| 제31회      | 4월 6일     | 15.7%          | 17.7%              | 19.9%              |
| 제32회      | 4월 6일     | 17.3%          | 19.4%              | 21.6%              |
| 제33회      | 4월 12일    | %              | 16.2%              | 18.6%              |
| 제34회      | 4월 12일    | %              | 20.3%              | 22.8%              |
| 제35회      | 4월 13일    | %              | 17.2%              | 18.9%              |
| 제36회      | 4월 13일    | %              | 20.0%              | 22.1%              |
| 제37회      | 4월 19일    | 14.6%          | 16.7%              | 18.4%              |
| 제38회      | 4월 19일    | 18.1%          | 20.3%              | 22.2%              |
| 제39회      | 4월 20일    | 15.9%          | 18.6%              | 21.1%              |
| 제40회      | 4월 20일    | 18.5%          | 22.0%              | 24.7%              |
| 평균 시청률 | 평균 시청률 |                | 16.1%              | 18.1%              |

## 수상 및 후보
| 연도 | 시상식                                     | 부문                                 | 수상작(자)     | 결과 | 출처  |
| ---- | ------------------------------------------ | ------------------------------------ | -------------- | ---- | ----- |
| 2019 | SBS                                        | 특별상                               | 김남길         | 수상 | [ 9 ] |
| 2019 | 제17회 2019 올해의 브랜드 대상             | 인물/문화 부문 - 올해의 드라마       | 열혈사제       | 후보 |       |
| 2019 | 제17회 2019 올해의 브랜드 대상             | 인물/문화 부문 - 올해의 남자배우     | 김남길         | 후보 |       |
| 2019 | 제17회 2019 올해의 브랜드 대상             | 인물/문화 부문 - 올해의 신스틸러배우 | 고준           | 수상 |       |
| 2019 | 제14회 서울 드라마 어워즈                  | 한류드라마부문 최우수 작품상         | 열혈사제       | 수상 |       |
| 2019 | 제14회 서울 드라마 어워즈                  | 한류드라마부문 남자 연기자상         | 김남길         | 수상 |       |
| 2019 | 제46회 한국방송대상                        | 중단편드라마부문 작품상              | 열혈사제       | 수상 |       |
| 2019 | 제46회 한국방송대상                        | 개인상 연기자상                      | 김남길         | 수상 |       |
| 2019 | 제12회 코리아 드라마 어워즈                | 남자 인기캐릭터상                    | 안창환         | 수상 |       |
| 2019 | 제12회 코리아 드라마 어워즈                | 올해의 스타상                        | 고준           | 수상 |       |
| 2019 | 제1회 아시아 콘텐츠 어워즈                 | 남자 배우상                          | 김남길         | 수상 |       |
| 2019 | 광고주가 뽑은 좋은 모델상                  | 여자 주인공상                        | 이하늬         | 수상 |       |
| 2019 | 도쿄 드라마 어워즈 2019                    | 해외드라마 특별상                    | 열혈사제       | 수상 |       |
| 2019 | 제10회 대한민국 대중문화예술상             | 국무총리 표창                        | 김남길         | 수상 |       |
| 2019 | 제10회 대한민국 대중문화예술상             | 문화체육관광부장관 표창              | 이하늬         | 수상 |       |
| 2019 | 제32회 그리메상                            | 최우수 남자연기자상                  | 김남길         | 수상 |       |
| 2019 | 제32회 그리메상                            | 드라마부문 최우수작품상              | 윤대영, 박종기 | 수상 |       |
| 2019 | SBS 연기대상                               |                                      |                | 수상 |       |
| 2019 | 대상                                       | 김남길                               |                | 수상 |       |
| 2019 | 중편드라마 부문 여자 최우수연기상          | 이하늬                               |                | 수상 |       |
| 2019 | 중편드라마 부문 남자 우수연기상            | 김성균                               |                | 수상 |       |
| 2019 | 남자 조연상                                | 고준                                 |                | 수상 |       |
| 2019 | 조연상 팀부문= 열혈사제 가디언즈 오브 구담 | 백지원, 고규필, 안창환, 전성우       |                | 수상 |       |
| 2019 | 남자 신인연기상                            | 음문석                               |                | 수상 |       |
| 2019 | 여자 신인연기상                            | 금새록                               |                | 수상 |       |
| 2019 | WAVVE상                                    | 열혈사제                             |                | 수상 |       |
| 2020 | 제32회 한국PD대상                          | 탤런트부문 출연자상                  | 김남길         | 수상 |       |

## 같이 보기
- 대한민국의 텔레비전 드라마 목록 (ㅇ)
- 2019년 대한민국의 텔레비전 드라마 목록
- 2024년 열혈사제2 방영정보
- 열혈사제 2

## 참고 사항
- 김성균, 정인기는 영화 《이웃사람》 이후로 11년만에 재회했다.
- 정인기, 김민재는 영화 《성난황소》 이후로 1년만에 재회했다.
- 정인기, 이규호는 영화 《범죄도시》 이후로 6년만에 재회했다.
- 고규필, 김선웅은 영화 《베테랑》 이후로 9년만에 재회했다.
- 김민재, 김선웅은 SBS 수목 드라마 《쓰리 데이즈》 이후로 9년만에 재회했다.
- 허재호, 이규호, 박정우는 OCN 토요드라마 《나쁜 녀석들》 이후로 9년만에 재회했다.